# Atletisme als Jocs Olímpics d'Estiu de 1912 - 200 metres masculins

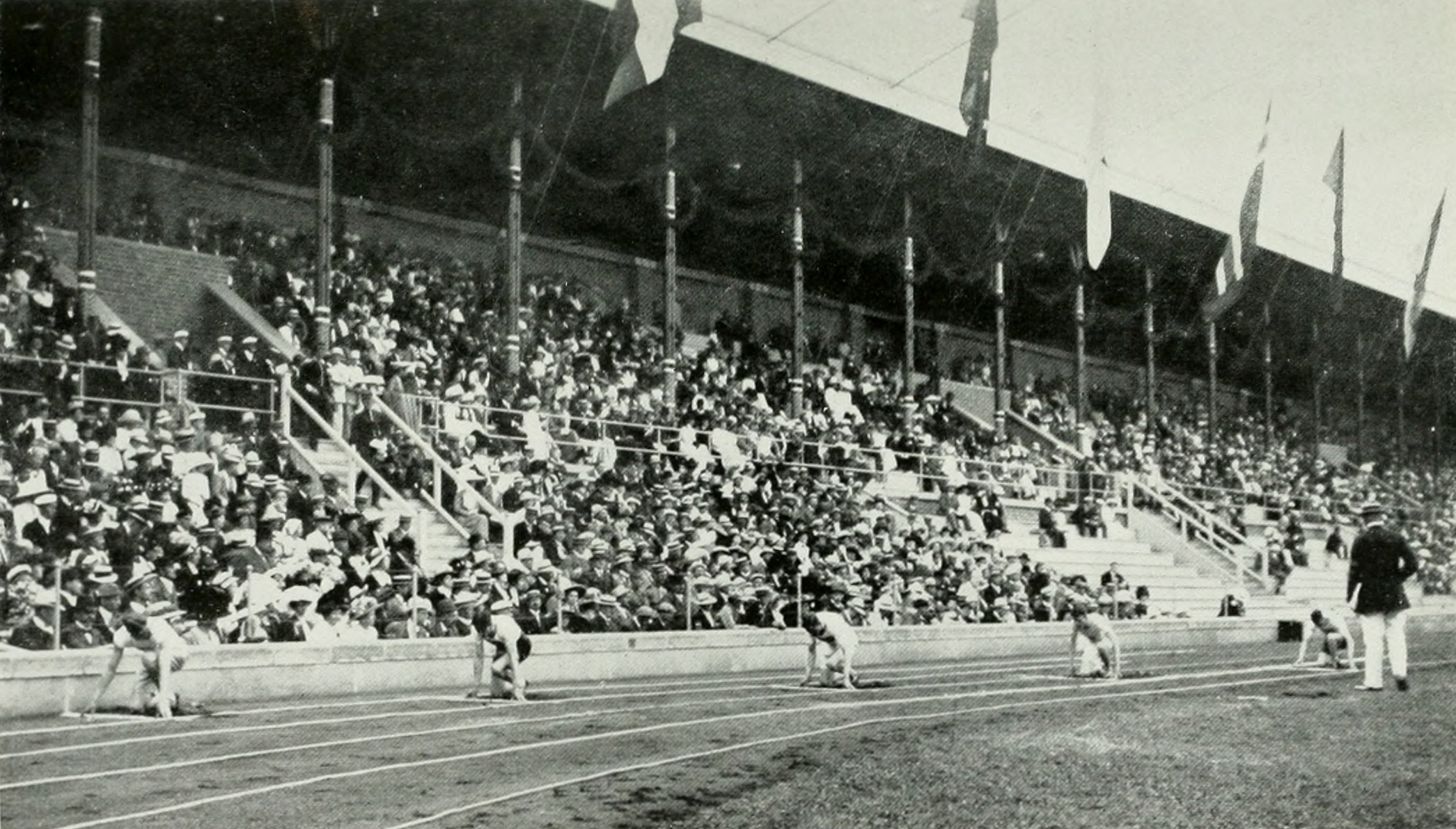
Inici de la final.

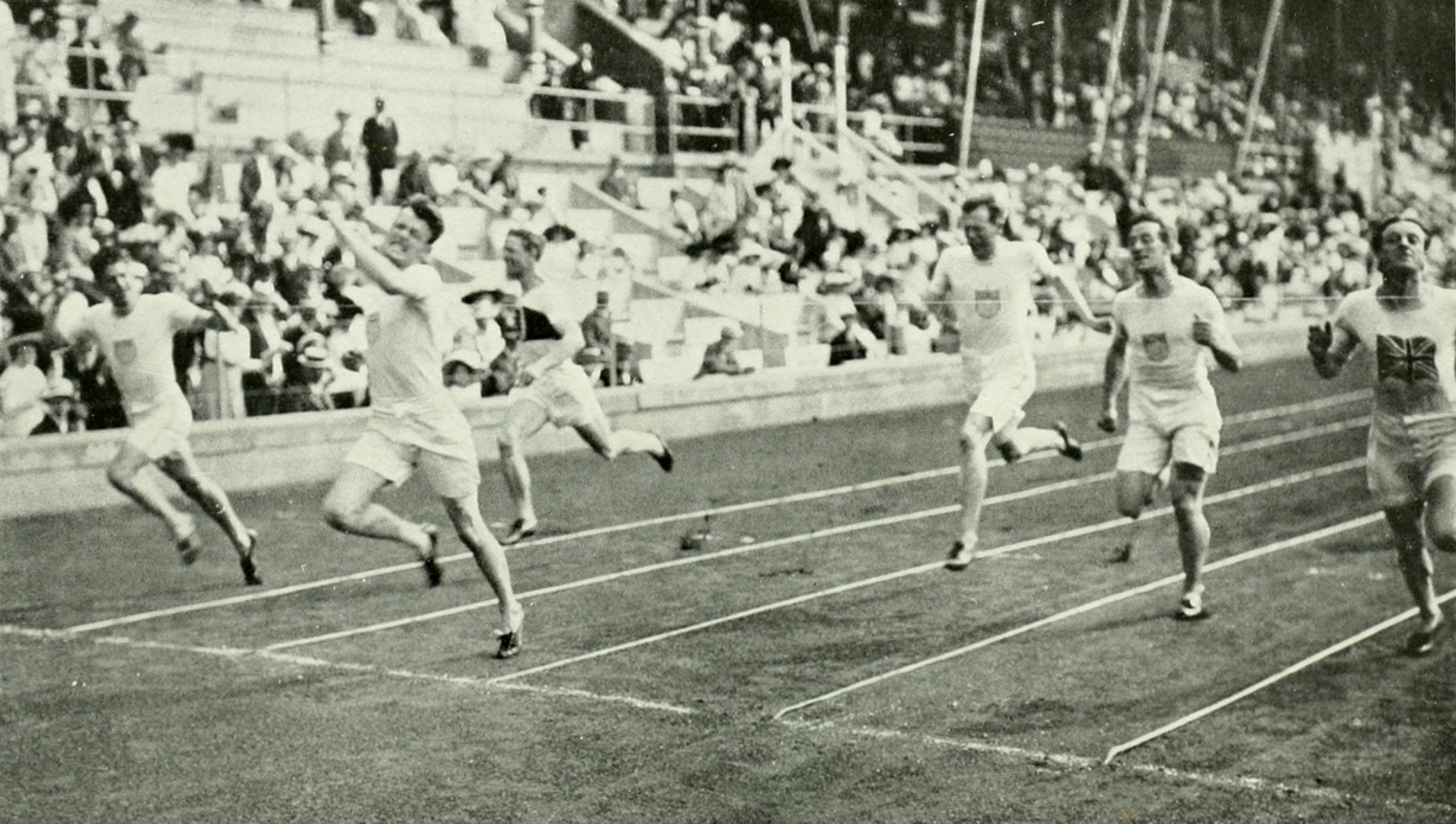
Arribada de la final.

Els 200 metres masculins van ser una de les proves del programa d'atletisme disputades durant els Jocs Olímpics d'Estocolm de 1912. La prova es va disputar en dos dies i hi van prendre part 61 atletes de 19 nacions diferents. Les sèries i la semifinal es disputaren el 10 de juliol, i la final l'11 de juliol.

## Medallistes
| Or                | Plata                   | Bronze                  |
| Ralph Craig (EUA) | Donald Lippincott (EUA) | Willie Applegarth (GBR) |

## Rècords
Aquests eren els rècords del món i olímpic que hi havia abans de la celebració dels Jocs Olímpics de 1912.
| Rècord del Món | 21.3(*)  | Jack Donaldson | Glasgow (GBR)   | 26 de juliol de 1911 |
| Rècord Olímpic | 21.6(**) | Archie Hahn    | St. Louis (EUA) | 31 d'agost de 1904   |

(*) Rècord no oficial en 220 iardes (= 201.17 m)
(**) cursa en línia recta
Ralph Craig, amb un temps de 21.7", quedà a tan sols 1⁄10 de segon d'igualar el rècord olímpic establert de 21.6 segons el 1904.

## Resultats

### Sèries
Totes les sèries es van disputar el dimecres 10 de juliol de 1912. Passen a les semifinals els dos primers de cada sèrie.
Sèrie 1
| Posició | Atleta                 | Temps | Qual. |
| ------- | ---------------------- | ----- | ----- |
| 1       | Charles Reidpath (EUA) | 22.6  | QS    |
| 2       | Georges Rolot (FRA)    | 22.7  | QS    |
| 3       | Knut Stenborg (SWE)    |       |       |
| 4       | Václav Labík (BOH)     |       |       |

Sèrie 2
| Posició | Atleta                  | Temps | Qual. |
| ------- | ----------------------- | ----- | ----- |
| 1       | Ralph Craig (EUA)       | 22.8  | QS    |
| 2       | Richard Rice (GBR)      | 23.0  | QS    |
| 3       | Charles Poulenard (FRA) |       |       |
| 4       | Karl Lindblom (SWE)     |       |       |

Sèrie 3
| Posició | Atleta                  | Temps        | Qual. |
| ------- | ----------------------- | ------------ | ----- |
| 1.      | Ira Courtney (EUA)      | 22.7         | QS    |
| 2       | Duncan Macmillan (GBR)  |              | QS    |
| 3       | Léon Aelter (BEL)       |              |       |
| 4       | Haralds Hahne (RUS)     |              |       |
| —       | Herberts Baumanis (RUS) | No finalitza |       |

Sèrie 4
| Posició | Atleta               | Temps | Qual. |
| ------- | -------------------- | ----- | ----- |
| 1       | Charles Luther (SWE) | 23.6  | QS    |
| 2       | Jan Grijseels (NED)  |       | QS    |

Sèrie 5
| Posició | Atleta                  | Temps  | Qual. |
| ------- | ----------------------- | ------ | ----- |
| 1       | Willie Applegarth (GBR) | 24.7   | QS    |
| 2       | Harold Heiland (EUA)    | (24.7) | QS    |

Sèrie 6
| Posició | Atleta                | Temps | Qual. |
| ------- | --------------------- | ----- | ----- |
| 1       | Richard Rau (GER)     | 22.5  | QS    |
| 2       | Arthur Anderson (GBR) |       | QS    |
| 3       | Rudolf Rauch (AUT)    |       |       |

Sèrie 7
| Posició | Atleta                | Temps | Qual. |
| ------- | --------------------- | ----- | ----- |
| 1       | Carl Cooke (EUA)      | 22.5  | QS    |
| 2       | Reuben Povey (RSA)    |       | QS    |
| 3       | Joseph Wells (GBR)    |       |       |
| 4       | Harry Beasley (CAN)   |       |       |
| 5       | Georges Malfait (FRA) |       |       |

Sèrie 8
| Posició | Atleta              | Temps  | Qual. |
| ------- | ------------------- | ------ | ----- |
| 1       | John Howard (CAN)   | 25.0   | QS    |
| 2       | Franco Giongo (ITA) | (25.0) | QS    |

Sèrie 9
| Posició | Atleta                | Temps | Qual. |
| ------- | --------------------- | ----- | ----- |
| 1       | Knut Lindberg (SWE)   | 23.1  | QS    |
| 2       | Frigyes Wiesner (HUN) |       | QS    |
| 3       | Charles Lelong (FRA)  |       |       |

Sèrie 10
| Posició | Atleta               | Temps | Qual. |
| ------- | -------------------- | ----- | ----- |
| 1       | Peter Gerhardt (EUA) | 22.9  | QS    |
| 2       | Victor d'Arcy (GBR)  | 22.9  | QS    |
| 3       | Gustav Möller (SWE)  |       |       |

Sèrie 11
| Posició | Atleta                  | Temps | Qual. |
| ------- | ----------------------- | ----- | ----- |
| 1       | Donald Lippincott (EUA) | 22.8  | QS    |
| 2       | Ivan Möller (SWE)       |       | QS    |
| 3       | Pierre Failliot (FRA)   |       |       |
| 4       | Ernest Haley (GBR)      |       |       |
| 5       | Pablo Eitel (CHI)       |       |       |

Sèrie 12
| Posició | Atleta              | Temps | Qual. |
| ------- | ------------------- | ----- | ----- |
| 1       | Alvah Meyer (EUA)   | 24.1  | QS    |
| 2       | Robert Duncan (GBR) |       | QS    |

Sèrie 13
| Posició | Atleta                  | Temps | Qual. |
| ------- | ----------------------- | ----- | ----- |
| 1       | Donnell Young (EUA)     | 22.8  | QS    |
| 2       | Cyril Seedhouse (GBR)   |       | QS    |
| 3       | Fritz Fleischer (AUT)   |       |       |
| 4       | Heinrich Wenseler (GER) |       |       |
| 5       | Yahiko Mishima (JPN)    |       |       |

Sèrie 14
| Posició | Atleta                    | Temps | Qual. |
| ------- | ------------------------- | ----- | ----- |
| 1       | George Patching (RSA)     | 22.3  | QS    |
| 2       | Clement Wilson (EUA)      |       | QS    |
| 3       | Frank McConnell (CAN)     |       |       |
| 4       | Ervin Szerelemhegyi (HUN) |       |       |
| 5       | Emil Grandell (SWE)       |       |       |

Sèrie 15
| Posició | Atleta                   | Temps | Qual. |
| ------- | ------------------------ | ----- | ----- |
| 1       | Max Herrmann(GER)        | 22.9  | QS    |
| 2       | István Déván (HUN)       |       | QS    |
| 3       | Herman Sotaaen (NOR)     |       |       |
| 4       | Wladyslaw Ponurski (AUT) |       |       |

Sèrie 16
| Posició | Atleta                | Temps | Qual. |
| ------- | --------------------- | ----- | ----- |
| 1       | William Stewart (ANZ  | 26.0  | QS    |
| 2       | Henry Macintosh (GBR) |       | QS    |

Sèrie 17
| Posició | Atleta                 | Temps  | Qual. |
| ------- | ---------------------- | ------ | ----- |
| 1       | David Jacobs (GBR)     | 23.2   | QS    |
| 2       | Skotte Jacobsson (SWE) | (23.2) | QS    |

Sèrie 18
| Posició | Atleta                | Temps | Qual. |
| ------- | --------------------- | ----- | ----- |
| 1       | Ture Person (SWE)     | 23.2  | QS    |
| 2       | Robert Schurrer (FRA) |       | QS    |
| 3       | António Stromp (POR)  |       |       |

### Semifinals
Totes les semifinals es van disputar el dimecres 10 de juliol de 1912. Passa a la final el vencedor de cada semifinal.
Semifinal 1
| Posició | Atleta                | Temps        | Qual. |
| ------- | --------------------- | ------------ | ----- |
| 1       | Ralph Craig (EUA)     | 21.9         | QF    |
| 2       | David Jacobs (GBR)    |              |       |
| 3       | Ira Courtney (EUA)    |              |       |
| 4       | Ture Person (SWE)     |              |       |
| 5       | Frigyes Wiesner (HUN) |              |       |
| —       | Arthur Anderson (GBR) | No finalitza |       |

Semifinal 2
| Posició | Atleta                  | Temps        | Qual. |
| ------- | ----------------------- | ------------ | ----- |
| 1       | Willie Applegarth (GBR) | 21.9         | QF    |
| 2       | Clement Wilson (EUA)    |              |       |
| 3       | Cyril Seedhouse (GBR)   |              |       |
| 4       | Harold Heiland (EUA)    |              |       |
| 5       | Skotte Jacobsson (SWE)  |              |       |
| —       | William Stewart (ANZ    | No finalitza |       |

Semifinal 3
| Posició | Atleta                | Temps        | Qual. |
| ------- | --------------------- | ------------ | ----- |
| 1       | Donnell Young (EUA)   | 21.9         | QF    |
| 2       | Carl Cooke (EUA)      |              |       |
| 3       | Georges Rolot (FRA)   |              |       |
| 4       | Max Herrmann(GER)     |              |       |
| —       | Henry Macintosh (GBR) | No finalitza |       |
| —       | George Patching (RSA) | No finalitza |       |

Semifinal 4
| Posició | Atleta                  | Temps | Qual. |
| ------- | ----------------------- | ----- | ----- |
| 1       | Donald Lippincott (EUA) | 21.8  | QF    |
| 2       | Alvah Meyer (EUA)       |       |       |
| 3       | John Howard (CAN)       |       |       |
| 4       | Ivan Möller (SWE)       | 22.4  |       |
| 5       | Duncan Macmillan (GBR)  |       |       |
| 6       | Jan Grijseels (NED)     |       |       |

Semifinal 5
| Posició | Atleta               | Temps        | Qual. |
| ------- | -------------------- | ------------ | ----- |
| 1       | Richard Rau (GER)    | 22.1         | QF    |
| 2       | Peter Gerhardt (EUA) |              |       |
| 3       | Charles Luther (SWE) | 22.3         |       |
| 4       | Franco Giongo (ITA)  |              |       |
| 5       | Reuben Povey (RSA)   |              |       |
| —       | Richard Rice (GBR)   | No finalitza |       |

Semifinal 6
| Posició | Atleta                 | Temps        | Qual. |
| ------- | ---------------------- | ------------ | ----- |
| 1       | Charles Reidpath (EUA) | 22.1         | QF    |
| 2       | Victor d'Arcy (GBR)    |              |       |
| 3       | Knut Lindberg (SWE)    | 22.5         |       |
| 4       | István Déván (HUN)     |              |       |
| 5       | Robert Schurrer (FRA)  |              |       |
| —       | Robert Duncan (GBR)    | No finalitza |       |

### Final
La final es disputà el dijous 11 de juliol de 1912
| Posició | Atleta                  | Temps |
| ------- | ----------------------- | ----- |
| 1       | Ralph Craig (EUA)       | 21.7  |
| 2       | Donald Lippincott (EUA) | 21.8  |
| 3       | Willie Applegarth (GBR) | 22.0  |
| 4       | Richard Rau (GER)       | 22.2  |
| 5       | Charles Reidpath (EUA)  | 22.3  |
| 6       | Donnell Young (EUA)     | 22.3  |